# إدراك شعوري

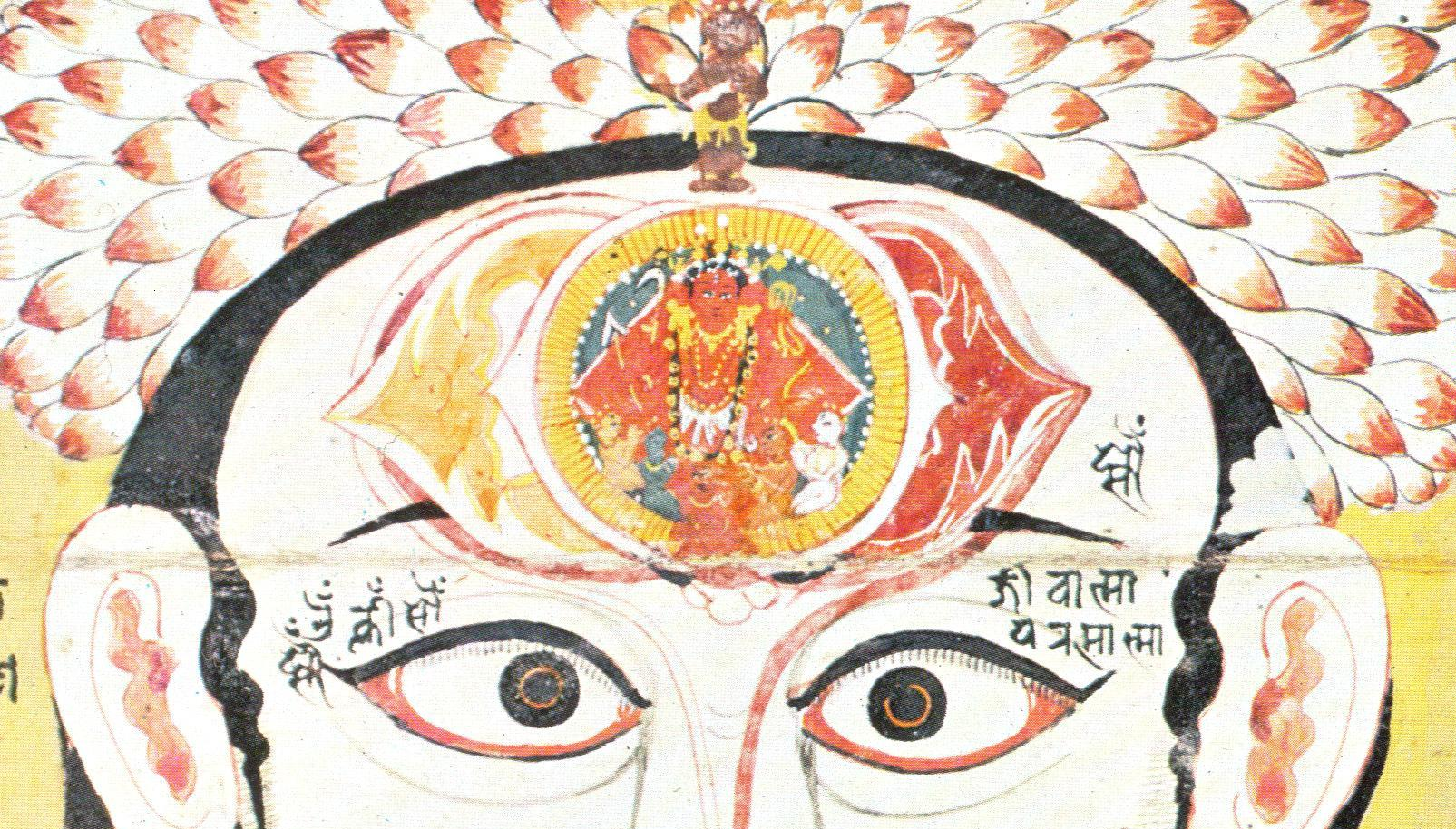

الإدراك الباطن أو تثبيت المدركات الحسية أو الترابط الحسي أو الإدراك الشعوري هو درجة سامية من الإدراك والتصور، وهو وعي الذات لما تدرك، فهو إدراك يصاحبه الشعور به والالتفات إليه.

## مثال
يضرب الفيلسوف كريستوفر أوت Christopher Ott المثال التالي على الإدراك الشعوري:
طفل فقير مع طفل غني كانا يتمشيان سويةً وإذ يلحظا ورقة نقدية من فئة عشرة دولار على الرصيف. يقول الطفل الغني أنها ليست ذات قيمة كبيرة، في حين أن الطفل الفقير يقول أنها تسوي الكثير من المال. يكمن الفرق هنا في الإدراك الشعوري لكلا الطفلين لنفس الحدث، والذي يشعر فيه مدركاً من خلال تجاربه في الماضي لكل مما يرى أو يقيّم (النقود في هذا المثال).

## اقرأ أيضاً
- إدراك
- إدراك حسي